# Hextech Mayhem: A League of Legends Story
Hextech Mayhem: A League of Legends Story é um jogo de ritmo, spin-off de League of Legends, desenvolvido pela Choice Provisions e publicado pela Riot Forge, uma subsidiária da Riot Games. Hextech Mayhem foi lançado em 16 de novembro de 2021 junto com Ruined King: A League of Legends Story. O jogo traz os personagens Ziggs e Heimerdinger em sua história e jogabilidade. Será o primeiro jogo da Riot Games disponibilizado na plataforma de jogos da Netflix.